# Gaspard Marchinville
François-Gaspard Marchinville auch Kaspar Marchinville (* 18. Dezember 1815 in Genf; † 3. Juli 1877 in Pregny-Chambésy) war ein Schweizer Kaufmann und Politiker.

## Leben

### Familie
Gaspard Marchinville war der Sohn des Graveurs Moïse Marchinville und dessen Ehefrau Marthe Louise Suzanne (geb. Unckrich).
Er war mit Louise Caroline († September 1898), der Tochter des Händlers Alphonse Charles Viande, verheiratet.
Seine Beisetzung erfolgte in Genf.

### Werdegang
Gaspard Marchinville war als Händler tätig und die treibende Kraft der Wirtschaftskommission commission communale des biens des anciens Genevois, die 1847 in Genf die Gründung der Caisse hypothécaire veranlasste. Nach der Zusammenlegung der Caisse hypothécaire und der Caisse d'Épargne de Genève entstand 1994 die Banque Cantonale de Genève.

### Politisches Wirken
Gaspard Marchinville war von 1850 bis 1853 Genfer Stadtrat; in dieser Zeit war er von 1851 bis 1852 sowie von 1853 bis 1854 Stadtpräsident von Genf.
Darauf war er von 1853 bis 1855 Staatsrat und ein entschiedener Gegner von James Fazy. Im Staatsrat war er Chef des Finanzdepartements.